# فالنتين ايفانوف (مصارع رياضي)
فالنتين ايفانوف هو مصارع رياضي بلغاري، ولد في 25 يناير 1966 في مقاطعة خاسكوفو في بلغاريا.

## وصلات خارجية
- فالنتين ايفانوف على موقع قاعدة بيانات المصارعة الدولية (الإنجليزية)
- فالنتين ايفانوف على موقع أوليمبيديا (الإنجليزية)